# Прикордонний перехід Росовек-Россов
Прикордонний пункт Росовек-Россов — польсько-німецький автомобільний прикордонний пункт, який існував до 2007 року, розташований у Західнопоморському воєводстві, у поліцейському повіті, у гміні Колбасково, у місті Росовек.

## Опис
Прикордонний пункт Росовек-Россов з місцем пропуску на польському боці в місті Росовек був відкритий 19 грудня 1995 року. Був відкритий цілодобово. Допускався перетин кордону для пасажирського сполучення, за винятком автобусного та малого прикордонного сполучення. Прикордонний контроль осіб, товарів і транспортних засобів здійснювали: прикордонна застава в Росовеку, контрольна служба в Колбасково, прикордонна застава в Колбасково.
До прикордонного переходу з польського боку вела національна дорога № 13, а з німецького – Автобану B2.
21 грудня 2007 року відповідно до Шенгенської угоди прикордонний пункт було закрито.
Перетин кордону зі Східною Німеччиною:
За часів існування Німецької Демократичної Республіки, між березнем 1953 і 1962 роками, в селі працював польсько-німецький прикордонний пункт Росовек - залізниця. Прикордонний контроль людей, вантажів і транспортних засобів здійснював пункт прикордонного контролю «Росовек».